# Bélumosudil
Le bélumosudil est un médicament utilisé dans le traitement de la maladie du greffon contre l'hôte.

## Mode d'action
Il s'agit d'un inhibiteur de kinase, en particulier de la Rho-associated coiled-coil kinase 2,.

## Usage médical
Le bélumosudil est un médicament utilisé pour traiter la maladie chronique du greffon contre l'hôte. Il est utilisé chez les personnes âgées d'au moins 12 ans dont l'état ne s'améliore pas après d'autres traitements. Le médicament est pris par voie orale.

## Effets secondaires
Les effets secondaires de ce médicament  comprennent les infections, la faiblesse, les nausées, la diarrhée, l'essoufflement, la toux, un syndrome œdémateux, les saignements, les douleurs abdominales, les douleurs musculo-squelettiques, les maux de tête, le faible taux de phosphate, le faible nombre de lymphocytes ou l'hypertension artérielle. L'utilisation de ce médicament pendant la grossesse peut nuire au fœtus.

## Histoire
Le médicament a été approuvé pour un usage médical aux États-Unis en 2021. Bien qu'il soit approuvé au Royaume-Uni, il ne l'est pas dans le reste de l'Europe en 2022. Aux États-Unis, cela coûte environ 17 000 dollars américains par mois en 2022. Au Royaume-Uni, un approvisionnement d'un mois coûte au NHS environ 6 700 livres sterling en 2023.